# Капанахчи
Капанахчи (груз. ქაფანახჩი, азерб. Kəpənəkçi) — посёлок в Марнеульском муниципалитете государства Грузия. Расположен рядом с границей с Азербайджаном, на реке Храми.

## История
В 1850 году, во время путешествия наместника Кавказа Воронцова в Борчалинский уезд, его путеводитель, историк и журналист Лука Исраилов (Исаришвили) дал развернутые исторические справки о местных деревнях, среди которых также упомянул также село Капанахчи:
«...По ту сторону реки Алгет, в южном направлении, начинаются места проживания монгольских и тюркских племен... Вплоть до Разбитого (Красного) моста, в деревнях Муганлы, Горархы, Лежбеддин и Капанахчи обосновались потомки этих племен..»

## География
Село расположено справа от КПП Красный мост на берегу реки Храми и граничит с селом Диди-Муганло, которое расположено слева от КПП Красный мост.
93 % населения посёлка составляют азербайджанцы.

## Экономика
Население в основном занято животноводством и земледелием. В селе есть холодная горная вода, стекающая из вершины горы в Азербайджане. В посёлке действует одна азербайджанская школа. Жители села испытывают большие трудности с водоснабжением.
В марте 2007 года, для усиления телефонной связи между Грузией и Азербайджаном, в 6 сел Марнеульского района (Тазакенди, Азизкенди, Капанахчи, Меоре-Кесало, Пирвели-Кесало и Алгети) Грузии были проведены телекоммуникационные линии и созданы, электрифицированные телефонные станции, что дало возможность жителям села использовать телефоны и интернет.

## Известные уроженцы
- Ашуг Кямандар — азербайджанский ашуг XX века.
- Годжаев, Ибрагим Халил-оглы (1912-?) — ветеран ВОВ, награждённый Орденом Отечественной войны II степени.